# 三條大橋

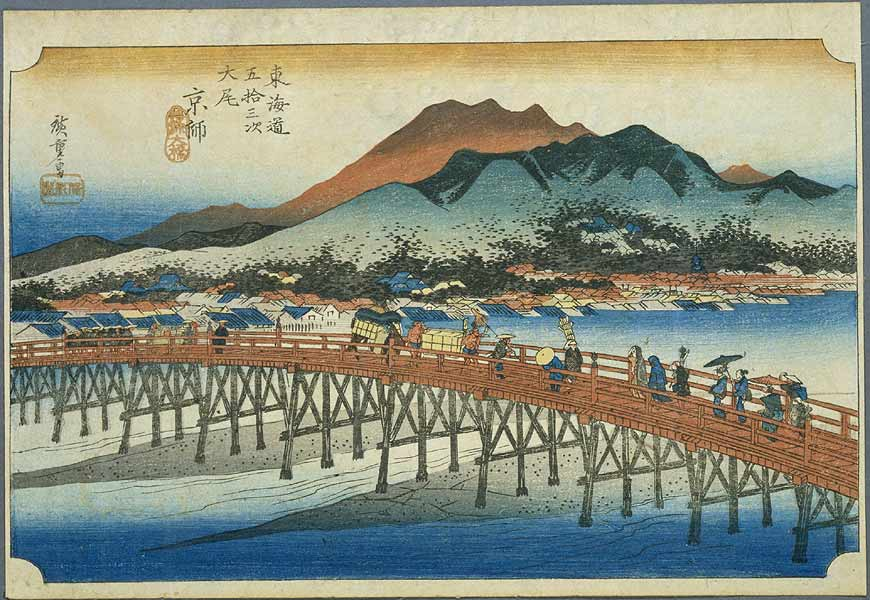
歌川廣重的《東海道五十三次》中，列名第55畫的京師（京都）就是以三條大橋為象徵。

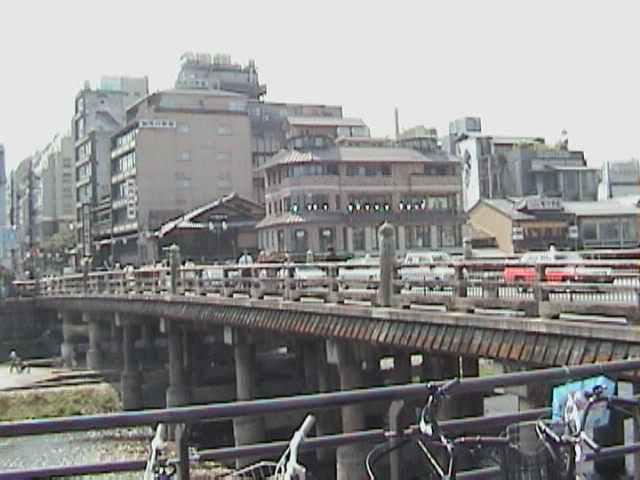
三條大橋，由東京方向眺望京都市區

三條大橋（日语：三条大橋 さんじょうおおはし）是一座跨越日本京都市區河流鴨川的橋樑，也是三條通的一部份。三條大橋是江戶時代修築的驛道——東海道和中山道——的終點。
三條大橋是何時首度修築歷史上並無明確記載，但卻存有在豊臣秀吉命令修改此橋的紀錄，因此可推論橋樑在此之前即已存在，而改建當時欄杆上的擬宝珠也有一部殘留至今日。今日附有行人步道的兩線道混凝土橋身是在1950年（昭和25年）時改建的。

## 其他
1917年時，配合慶祝日本奠都東京五十週年大博覽會而舉辦的東海道驛傳徒步競走，是以京都三條大橋為起點，並以東京上野公園內的不忍池（當時的博覽會會場正面入口）作為終點。由於這是日本第一次舉辦類似的活動，使得三條大橋成為日本驛站接力賽跑（駅伝競走，或簡稱為）的發源地。今日在三條大橋旁還可見到記載此典故的「驛傳之碑」（駅伝の碑）。

## 外部連結
- （日語）京都府河川防災情報（页面存档备份，存于） 由河川防災攝影機可以看現在的三條大橋。
- （日語）三條大橋——戰前土木繪本（土木學會圖書館）（页面存档备份，存于）

35°00′32.66″N 135°46′18.25″E / 35.0090722°N 135.7717361°E